# Apoštolský vikariát Severní Arábie
Apoštolský vikariát Severní Arábie je vikariát římskokatolické církve, nacházející se v Kuvajtu.

## Území
Apoštolský vikariát rozšiřuje svou jurisdikci nad katolickými věřícími na Arabském poloostrově: v Kuvajtu, Saúdské Arábii, Kataru a Bahrajnu.
Sídlem vikariátu je město Kuvajt, kde se nachází hlavní chrám vikariátu katedrála Svaté rodiny.
Rozděluje se do 7 farností: čtyři v Kuvajtu, dvě v Bahrajnu a jedna v Kataru. K roku 2010 měl 300 000 věřících, 6 diecézních kněží, 11 řeholních kněží, 1 stálého jáhna, 11 řeholníků a 12 řeholnic.

## Historie
Dne 29. června 1953 byla bulou Quemadmodum dispensator papeže Pia XII. vytvořena apoštolská prefektura Kuvajt, a to získáním části území apoštolského vikariátu Arábie.
Dne 2. prosince 1954 byla prefektura bulou Quandoquidem Christi papeže Pia XII. povýšena na apoštolský vikariát.
Dne 27. ledna 1957 byl položen základní kámen katedrály a vysvěcena byla 16. března 1961.
Roku 1973 byla založena farnost v byzantském ritu.
Dne 31. května 2011 byla vikariátu rozšířena jurisdikce nad Saúdskou Arábií, Katarem a Bahrajnem, která byla předmětem vikariátu Arábie a dekretem Bonum animarum Kongregace pro evangelizaci národů byl přejmenován na Apoštolský vikariát Severní Arábie.

## Erb
Erb přijal apoštolský vikariát na jaře roku 2016. Autorem erbu je slovenský heraldik Marek Sobola. Blason erbu: stříbrným průběžným kapitálovým písmenem "M" dělený štít na pět barevných poli: od horního okraje zelené, červené a zelené, od dolního okraje fialové a černé. Nad štítem zlatá mitra se zlatými, červeně podšitými fanony, za štítem zlaté insignie - vpravo procesní kříž, vlevo berla. Vysvětlení erbu: barevností erb vychází z vlajek států, jejichž území vikariát spravuje. Bahrajn symbolizuje červená, Kuvajt černá, Katar fialová a Saúdskou Arábii zelená. Písmeno "M" je také mluvící symbol Panny Marie, protože Panna Maria Arabská (Our Lady of Arabia) je patronkou celého vikariátu a bude jí zasvěcena i nová katedrála, která se bude stavět v bahrajnské obci Avali a bude největší katedrálou vikariátu.

## Seznam biskupů
- Teofano Ubaldo Stella, O.C.D. (1953–1966)
  - Victor León Esteban San Miguel y Erce, O.C.D. (1966–1976) (apoštolský administrátor)
- Victor León Esteban San Miguel y Erce, O.C.D. (1976–1981)
- Francis George Adeodatus Micallef, O.C.D. (1981–2005)
- Camillo Ballin, M.C.C.J. (2005–2020)
  - Paul Hinder, O.F.M.Cap. (2020–2023) (apoštolský administrátor)
- Aldo Berardi, O.S.S.T. (od 2023[3])